# Lene Barlie
Lene Barlie (ur. 16 lutego 1973) – norweska zapaśniczka walcząca w stylu wolnym. Brązowa medalistka mistrzostw świata w 1993. Siódma w mistrzostwach Europy w 1996 i 1997 roku.
Mistrzyni Norwegii w 1993, 1995, 1996 i 1999 roku.